# Yukimitsu Kano
Yukimitsu Kano (嘉納 行光, Kano Yukimitsu), né le 5 avril 1932 à Tokyo et mort le 8 mars 2020, est un cadre supérieur en judo. Il a été le quatrième président du Kodokan et le président de la fédération japonaise de judo. Il était le fils de Risei Kano et le petit-fils du fondateur du Judo Jigoro Kano.
De 1980 à 1995, il a été président de l'union Asie de judo. Il était un défenseur du Kodokan Judo auprès de la fédération internationale de judo.
Le 9 mars 2020, il serait décédé à l'âge de 87 ans.